# Удрис, Янис
Янис Удрис (латыш. Jānis Ūdris, 30 апреля 1906, Гулбене, Латвия — 16 июля 1973, Балви, Латвия) — латвийский живописец, пейзажист, художник портретист. Особенной характеристикой и сильнейшим средством выразительности его работ является пластически напряжённый реалистический рисунок. Не избегал также композиций большого формата, соответствующим исканиям монументальности в трактовке жизни и труда человека. Любимой темой его работ были бытовые сцены их жизни, в которых самой любимой была тема труда.

## Биография
Родился 30 апреля 1906 года в Стамериенской волости Гулбенского района в Латвии. Учился в Стамеринской основной школе, затем в Цесвайнской средней школе. В 1923 году Янис Удрис принимает решение участвовать в конкурсе рисунка, объявленным Рижским художественным сообществом и, высоко оценённый жюри конкурса, занимает в нём второе место. По результатам конкурса талантливого юношу приглашают учиться в Рижскую художественную школу. Но он отказывается от этого предложения и в 1924 году поступает в Латвийскую художественную академию. Молодой художник специализируется при мастерской Фигуральной живописи сначала под руководством Я.Тилбергса, а позднее Г.Элиаса и, уже во время учёбы, начинает принимать участие в выставках, совместно с другими художниками. Янис Удрис заканчивает получение художественного образования и учёбу в Художественной академии в 1932 году дипломной картиной «В тяжёлом труде».

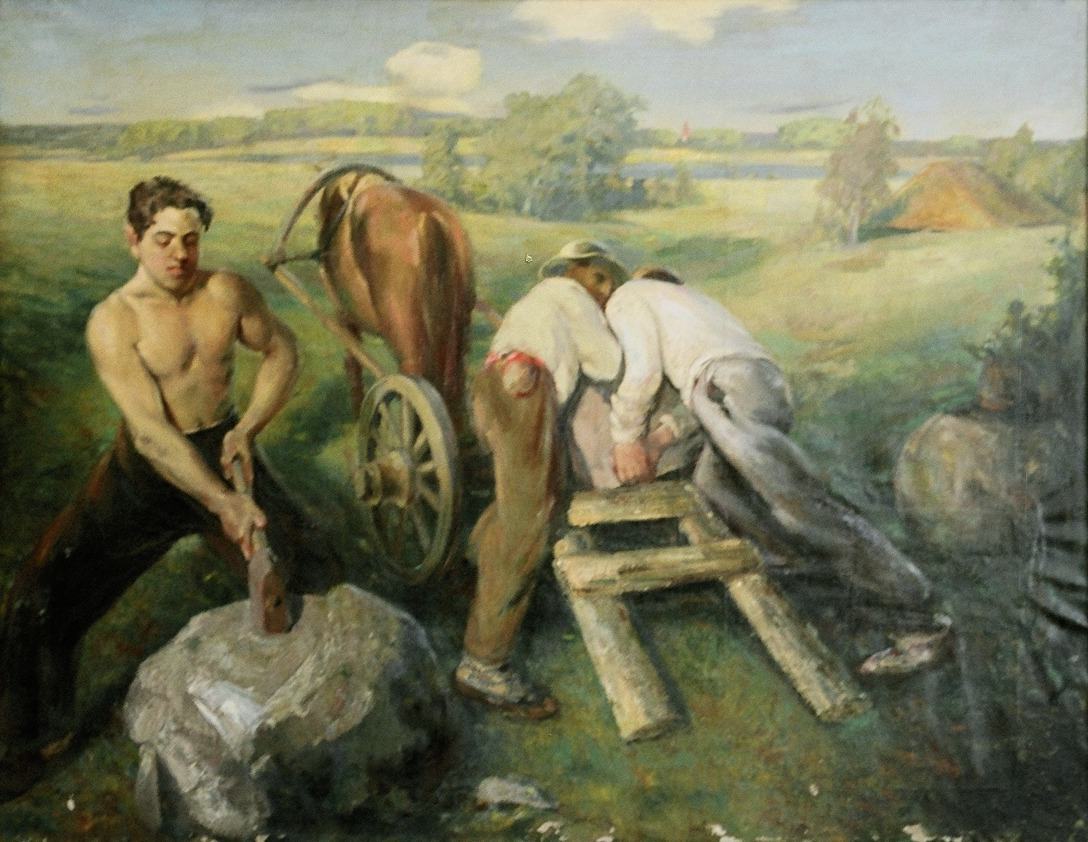
Дипломная работа художника Я.Удриса «В тяжёлом труде»,1932

В государственном масштабе имя художника Яниса Удриса становится известным и широко узнаваемым в 1934 году. Художник пишет работу под названием «В рабочем пылу» для конкурса, объявленного для картины на стену Белого зала летней резиденции первого президента Латвийской республики — Карлиса Улманиса. В конкурсе принимает участие более пятидесяти художников, но самой ценной жюри признаёт работу Яниса Удриса.
После окончания Латвийской художественной академии художник параллельно плодотворной творческой жизни начинает заниматься педагогической деятельностью — преподаёт основы искусства и живописи в Вилякской государственной гимназии (1934—1944) и Литенской средней школе (1944—1948).
В этот период жизни художник знакомится со своей будущей женой Паулиной. 30 мая 1940 года у них рождается сын, которому они дают имя Янис.
В 1948 году наступают трагические события, перевернувшие всю оставшуюся жизнь художника. На основании ложного доноса 15 апреля 1948 года Яниса Удриса арестовывают и предъявляют обвинение во предполагаемом участии в рядах народного сопротивления. Советский военный трибунал, действующий тогда на оккупированной Латвийской территории, с формулировкой «за измену Родине» приговаривает его к 25 годам лишения свободы с конфискацией имущества. Яниса Удриса этапируют в Сибирь, в Красноярский край.
Через несколько месяцев арестовывают и его жену Паулину. Вместе с маленьким семилетним сыном, даже без попытки инсценировать судебную практику и доказать вину, её принудительно депортируют из Латвии в трудовой лагерь в отдалённый Сибирский регион, Омскую область. Разлучённая на долгие годы семья сможет встретиться снова только спустя много лет уже по возвращении в Латвию.
В 1956 году Янис Удрис освобождается из заключения и возвращается в Латвию. После восстановления независимости Латвии имя художника будет реабилитировано вместе с именами множества других его соотечественников, подвергшихся масштабным политическим репрессиям и депортации в послевоенные годы.
После возвращения из Сибири Янис Удрис живёт в городе Балви, Латвия. Он много и плодотворно работает — во многих его работах изображены Балвские пейзажи и Балвские люди. Несмотря на то, что из-за сложной биографии, власть старается не замечать художника, в 1968 году в Балви открывается выставка, на которой Янис Удрис представляет более ста своих работ. В 1969 году эта выставка прошла в городе Гулбене.
После возвращения из Сибири Янис Удрис живёт в городе Балви, Латвия. Он много и плодотворно работает — во многих его работах изображены Балвские пейзажи и Балвские люди. Несмотря на то, что из-за сложной биографии, власть старается не замечать художника, в 1968 году в Балви открывается выставка, на которой Янис Удрис представляет более ста своих работ. В 1969 году эта выставка прошла в городе Гулбене.
Янис Удрис умер 16 июля 1973 года в Балви, погребён на кладбище Зачи. Картины Яниса Удриса высоко ценятся, многие из них хранятся в частных коллекциях. В 1995 году была открыта первая выставка картин художника в Балвском музее, а с 2003 года там представлена постоянная экспозиция «Комната памяти Яниса Удриса».

## Творчество

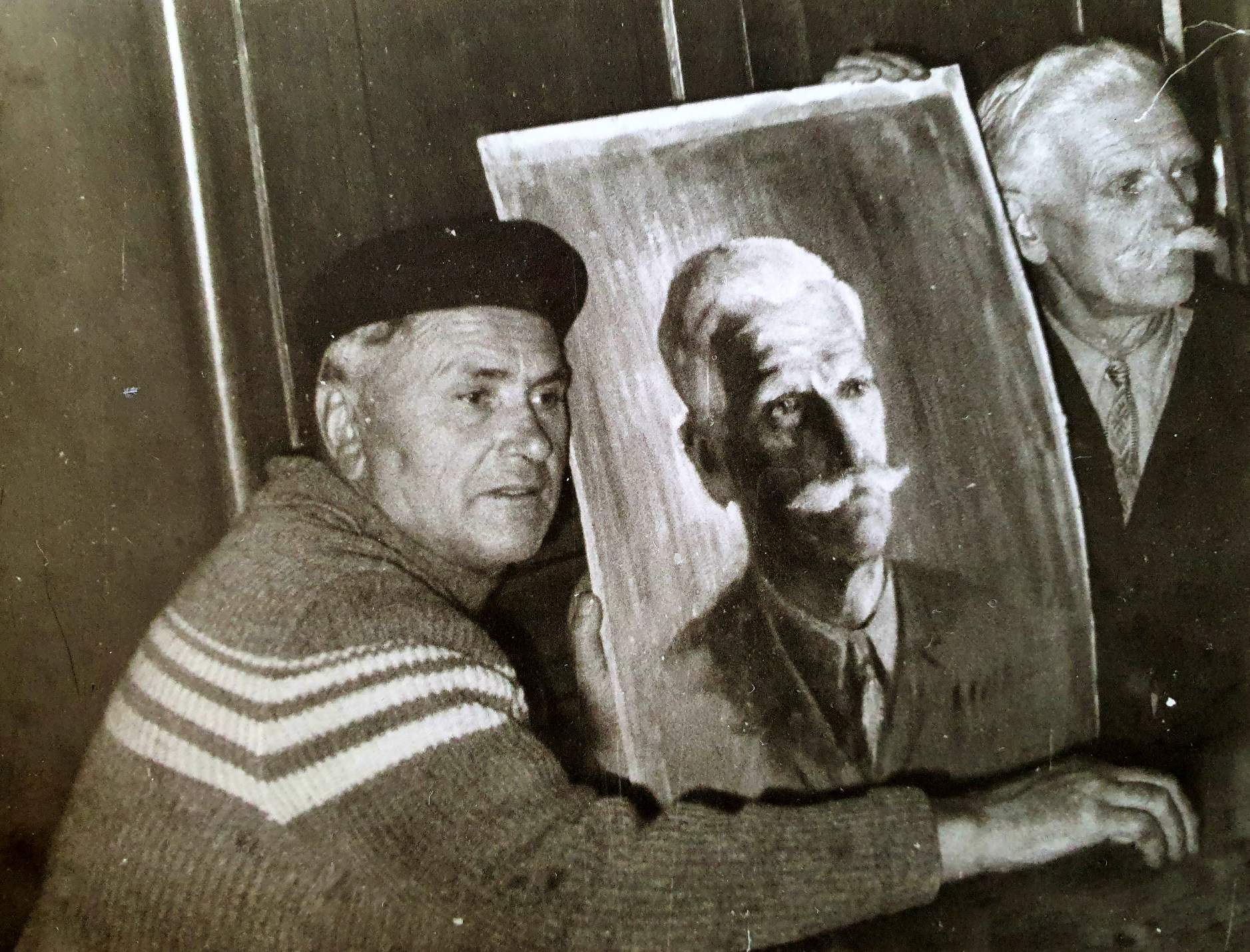
Я.Удрис со своей работой из серии портретов

Любимой темой в живописи Яниса Удриса были портреты и пейзажи. Ещё во время учёбы в Латвийской Художественной Академии, сильное впечатление на молодого художника и влияние на его последующее творчество оказало реалистическое искусство К.Миесниека и К.Урбана. Живописец достиг признания в творчестве, выбирая темой своих картин бытовые сцены, в которых самой любимой была тема труда.
Самые плодотворные годы жизни и творчества Янис Удрис провёл в Балви. Здесь им были написаны картины с изображением Балвских пейзажей. В этот же период жизни художник создаёт серию портретных картин, отображающих людей, живших и трудившихся рядом с художником. Большим событием в жизни художника становится выставка его картин в 1968 году, на которой было представлено более ста его работ.
В каталоге, изданном к выставке в сентябре 1968 года — «Каталог выставки работ художника Яниса Удриса», искусствовед Янис Пуятс писал о живописце: «Янис Удрис в наше искусство входит в начале тридцатых годов. Беспрерывный труд, познание природы помогло расцвести его таланту и впоследствии определить своё творческое лицо, выработать собственный почерк художника. Живущий далеко от Риги в Балви, он не иссякает, а с каждым годом становиться все продуктивнее в творческой деятельности, становясь значительным фактором в эстетическом воспитании жителей своего округа».

## Галерея

<u>Пейзажи</u>
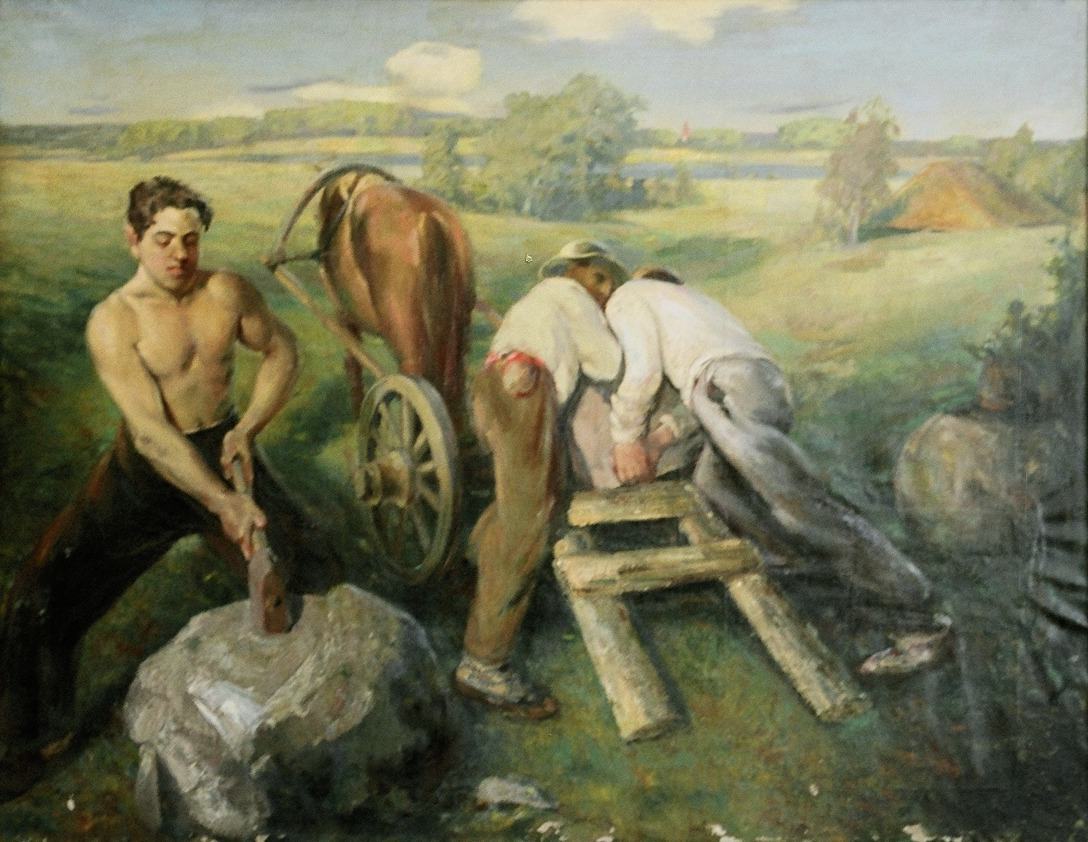
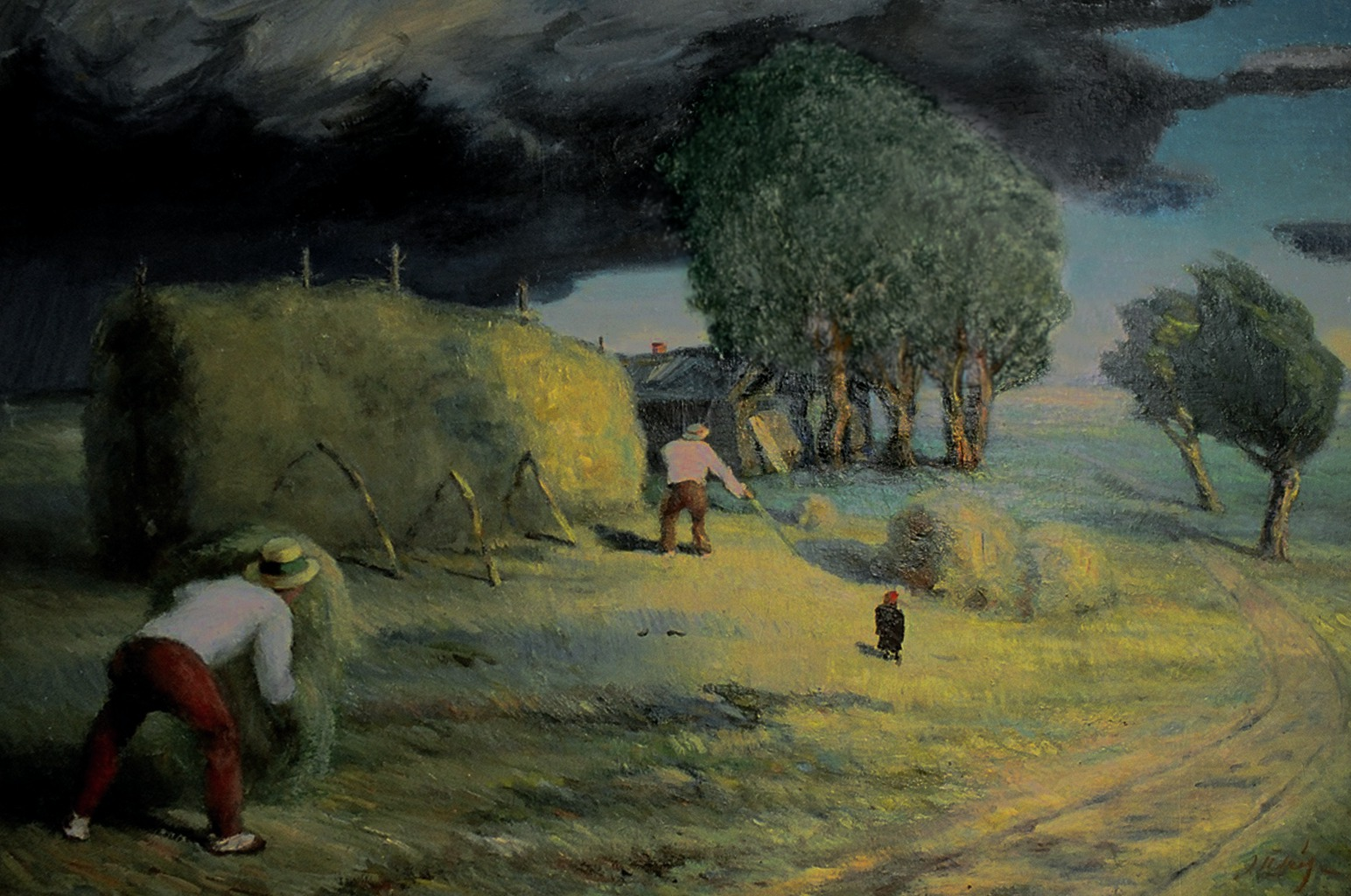
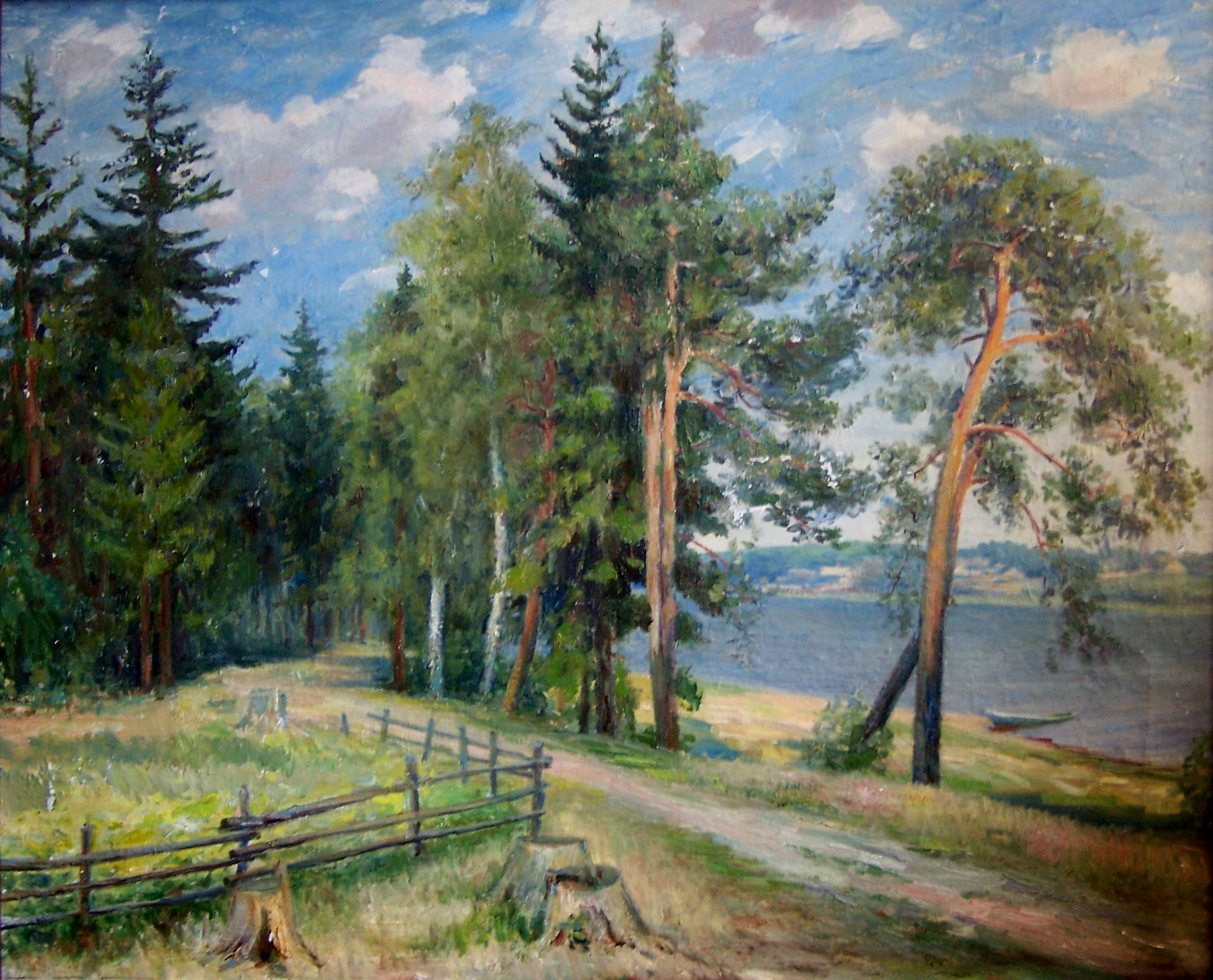
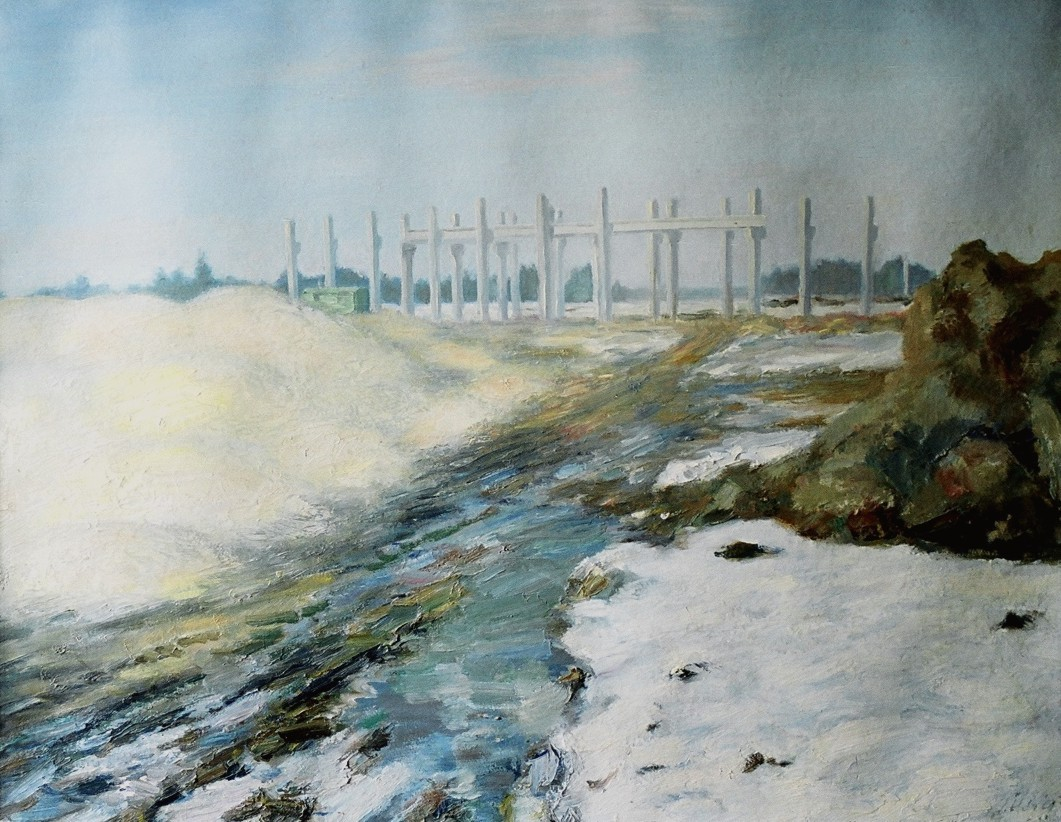
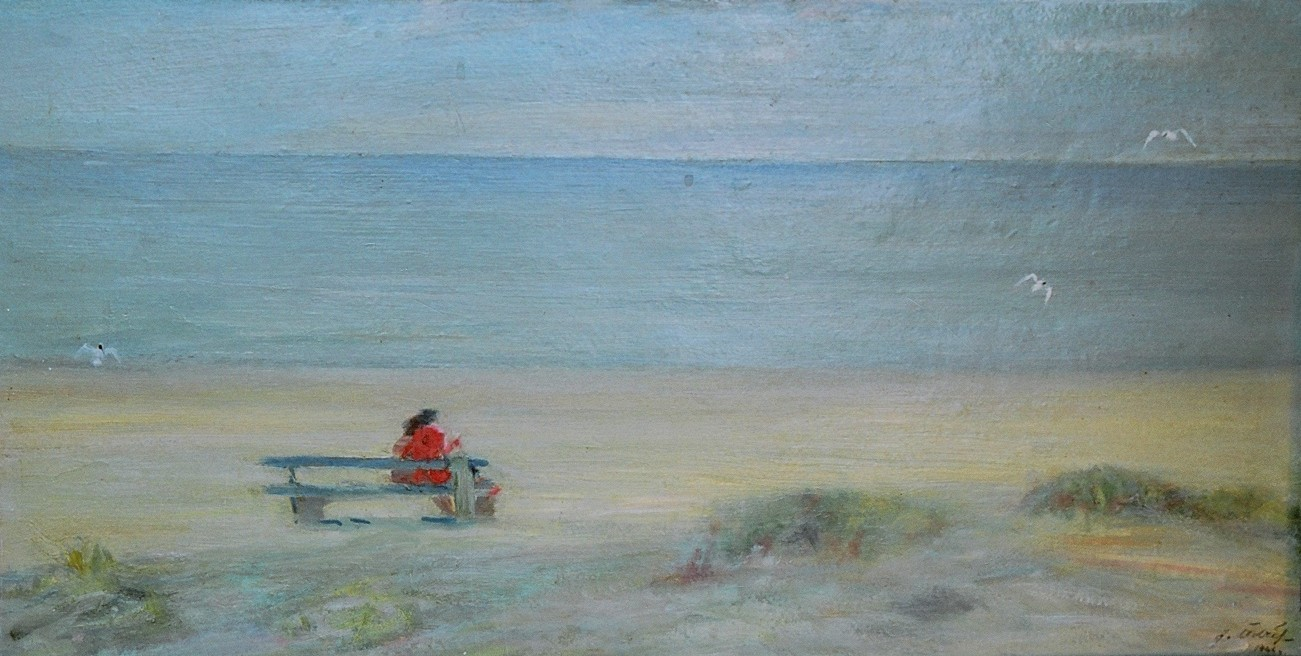
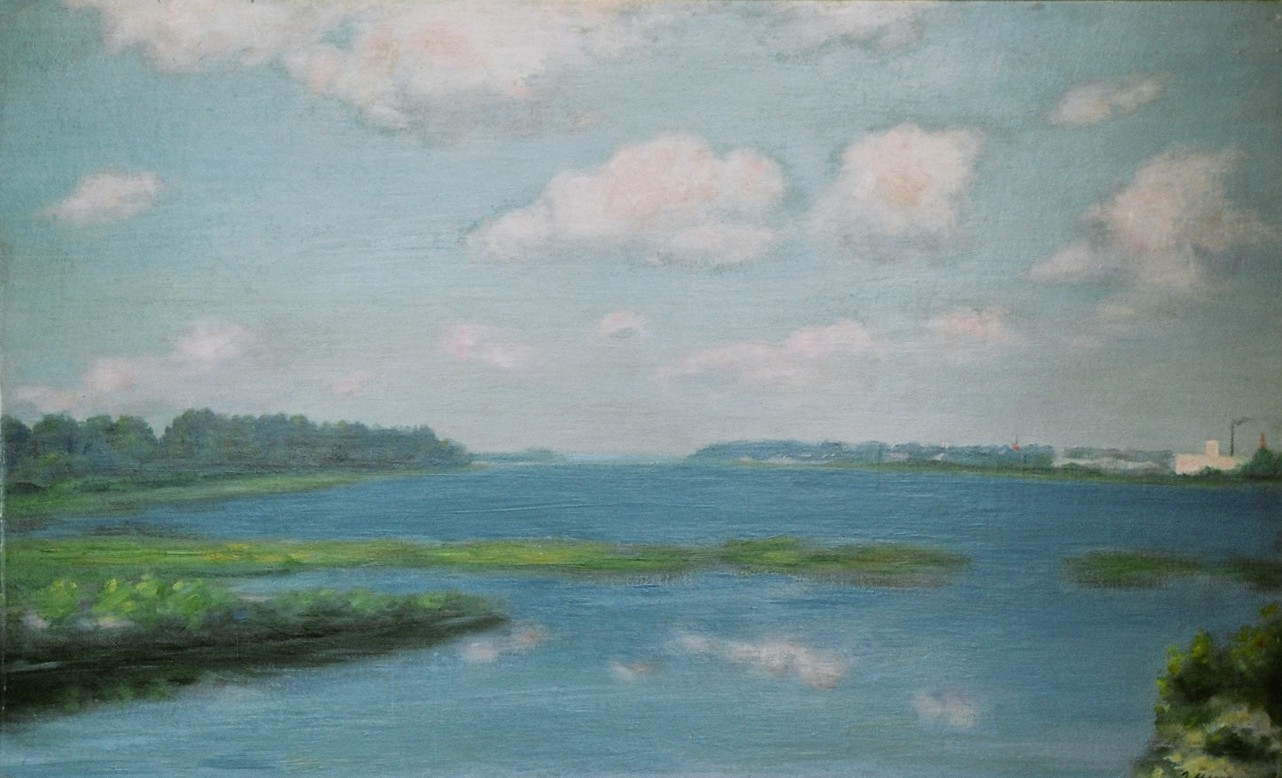
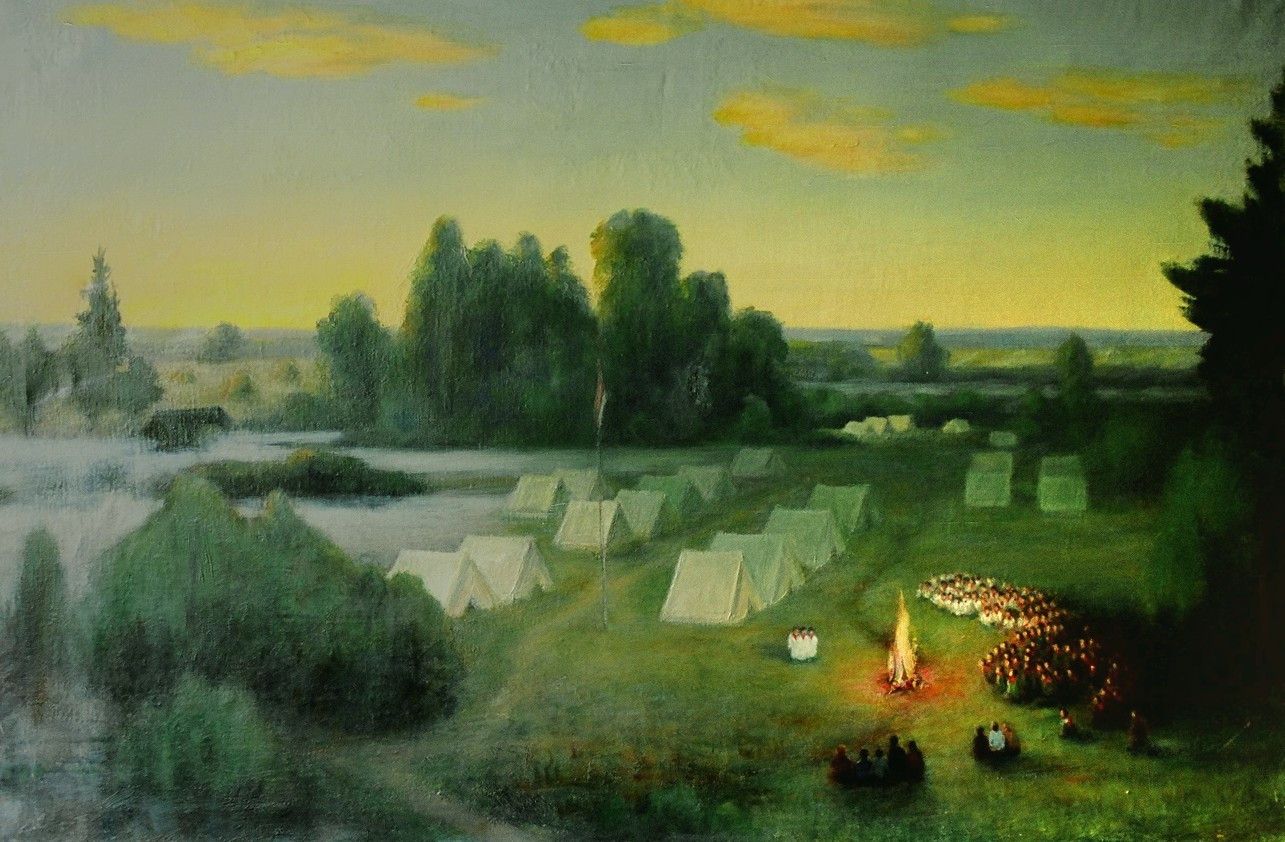
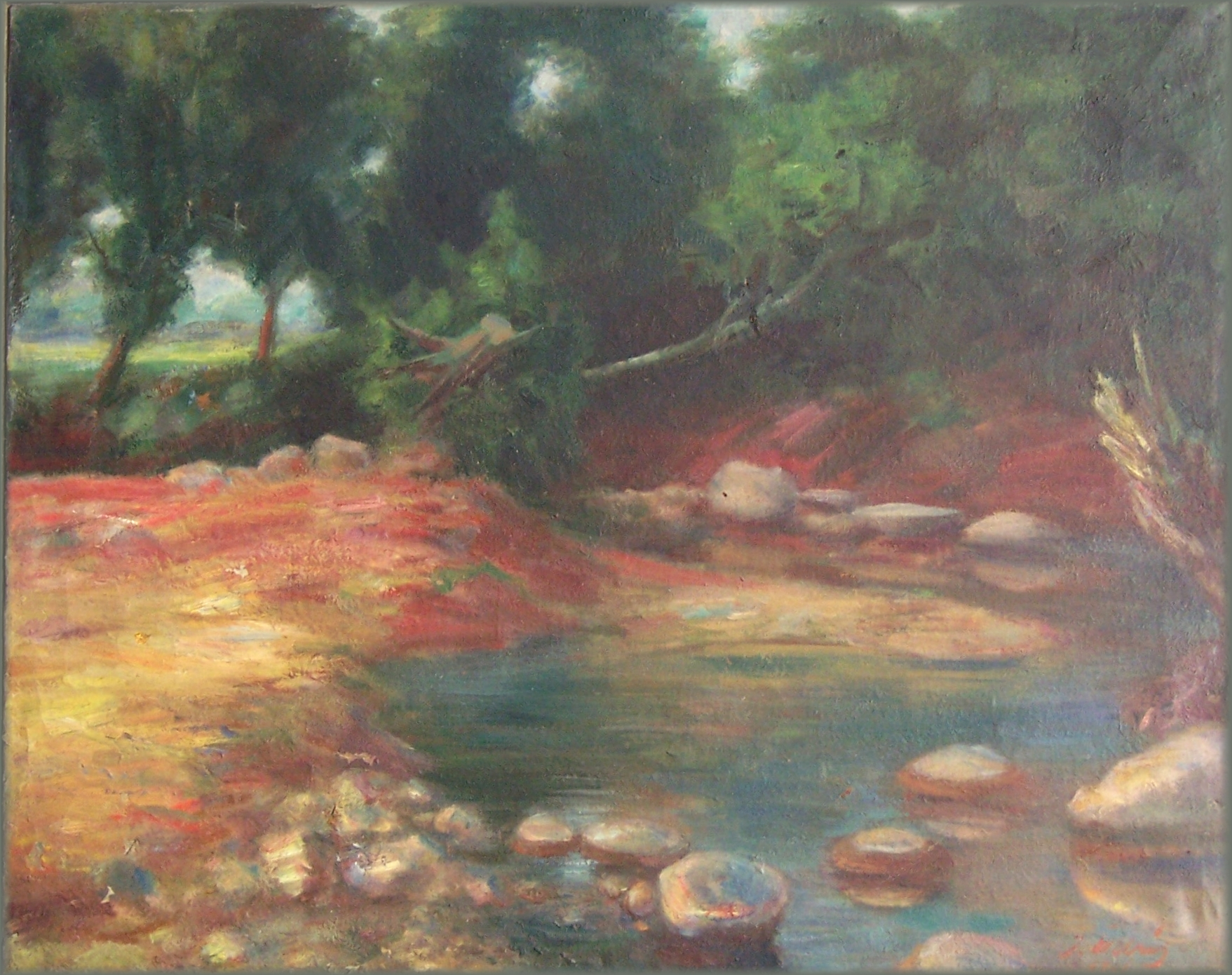
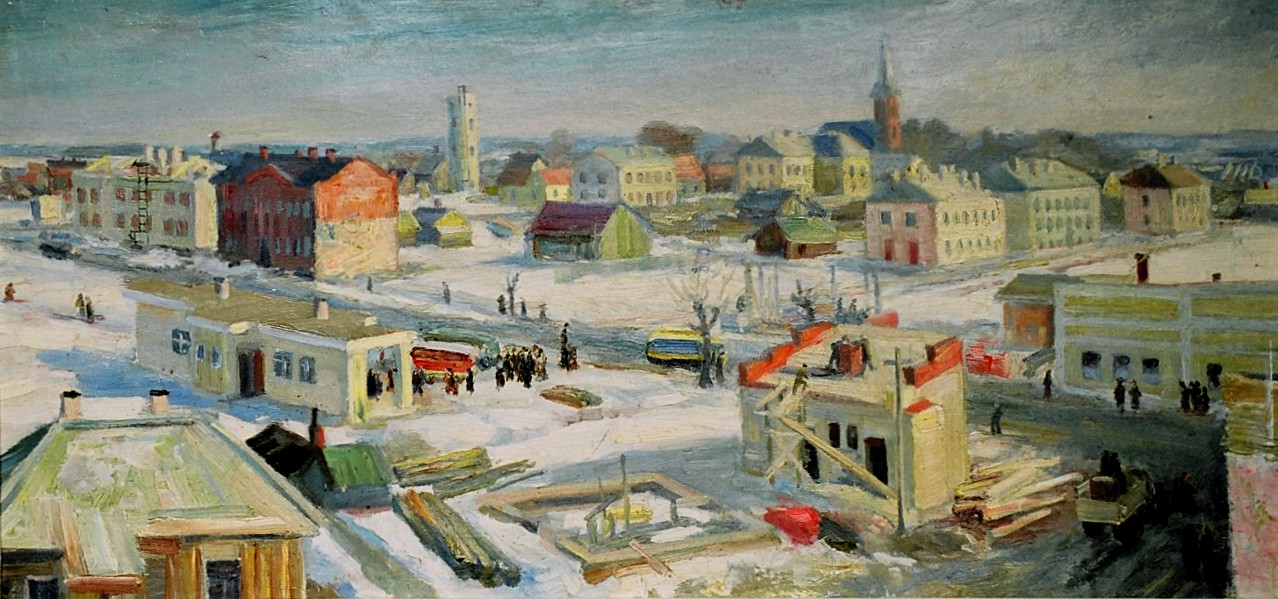
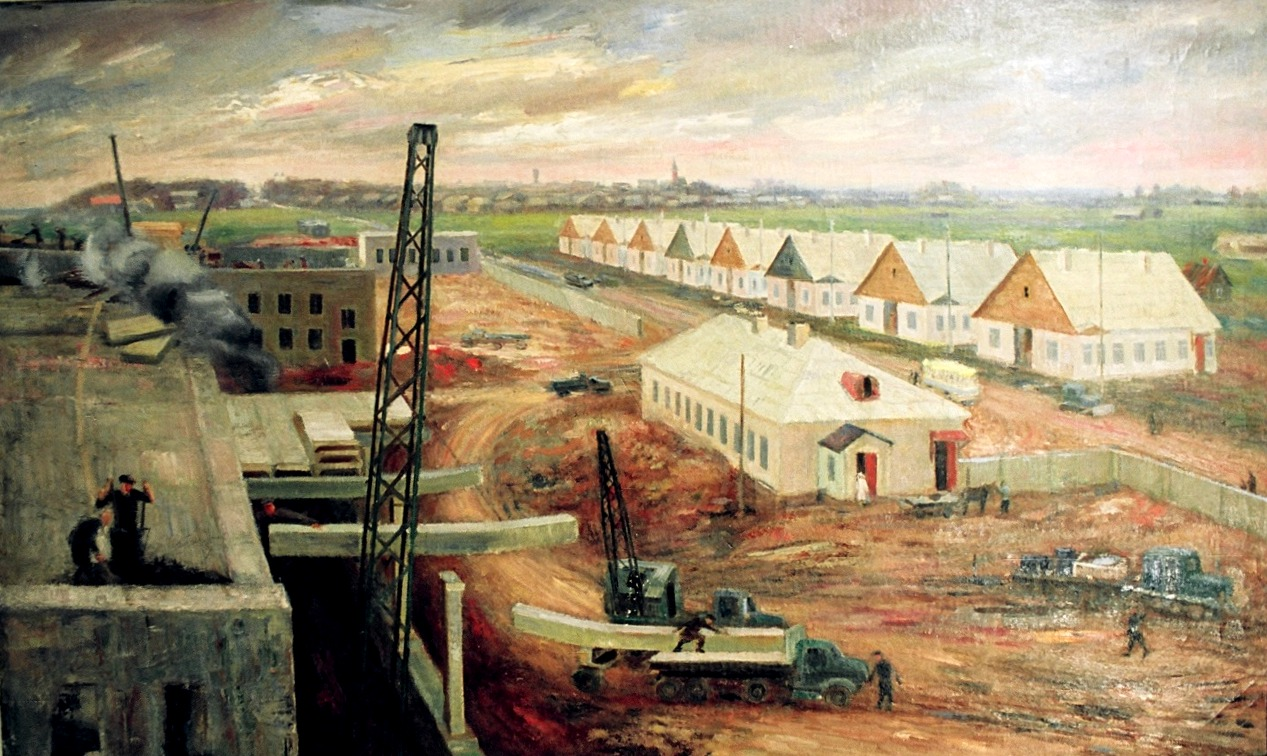

<u>Портреты</u>
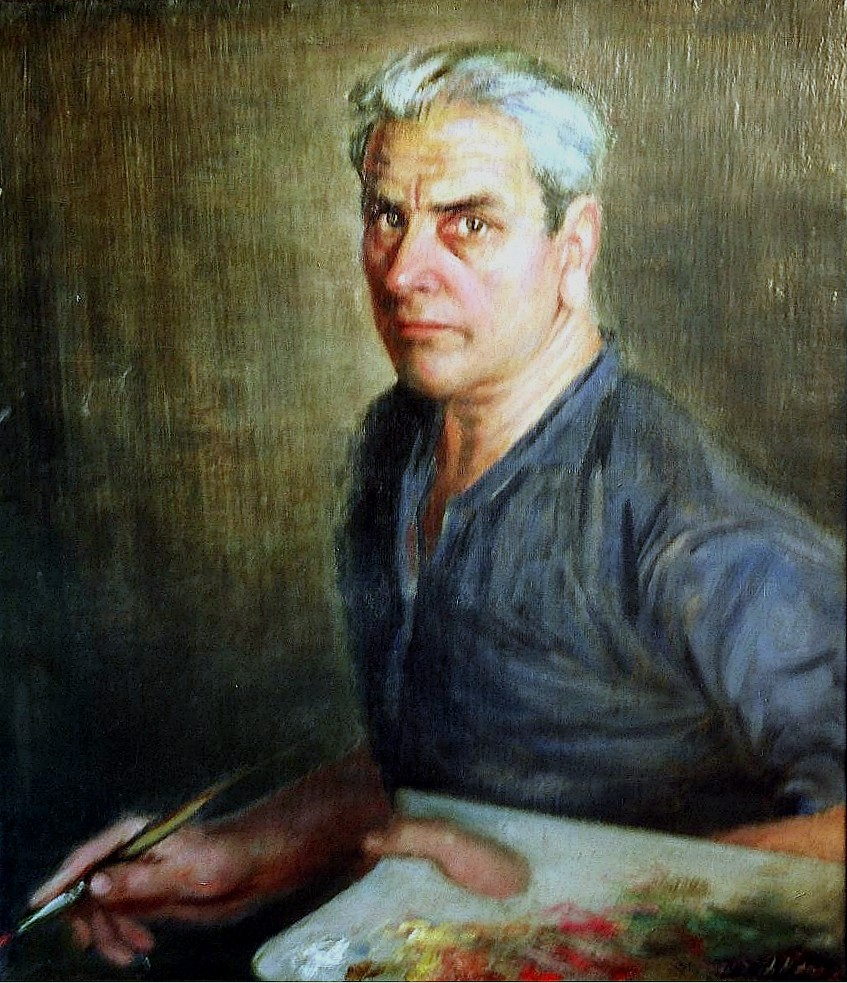
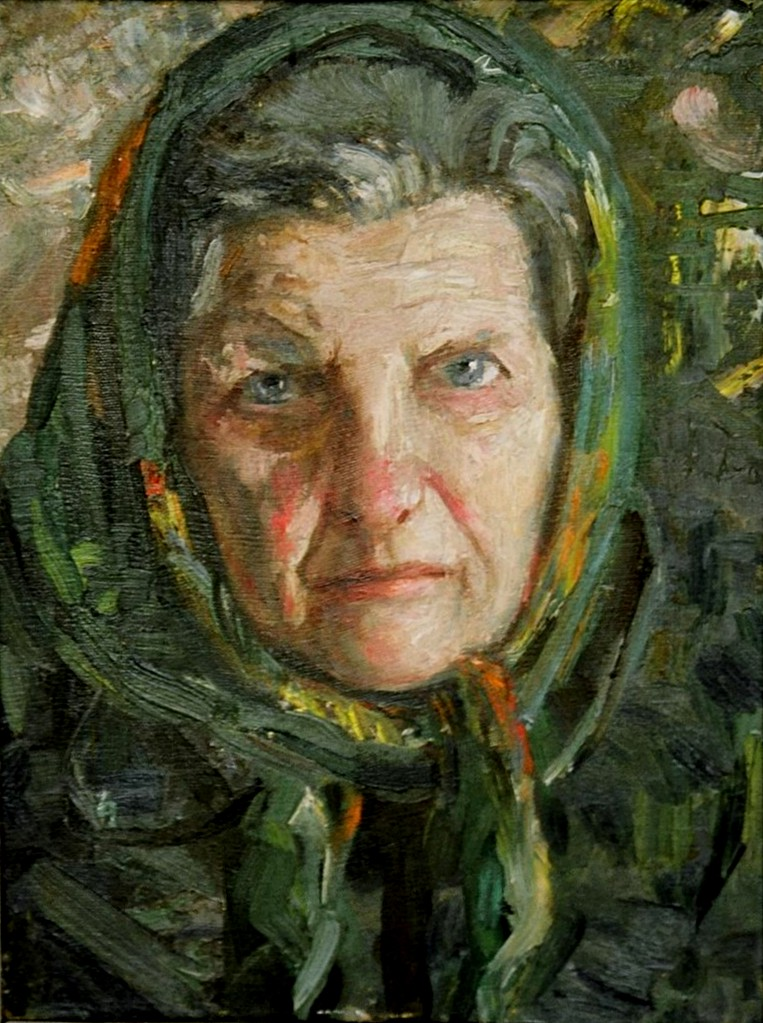
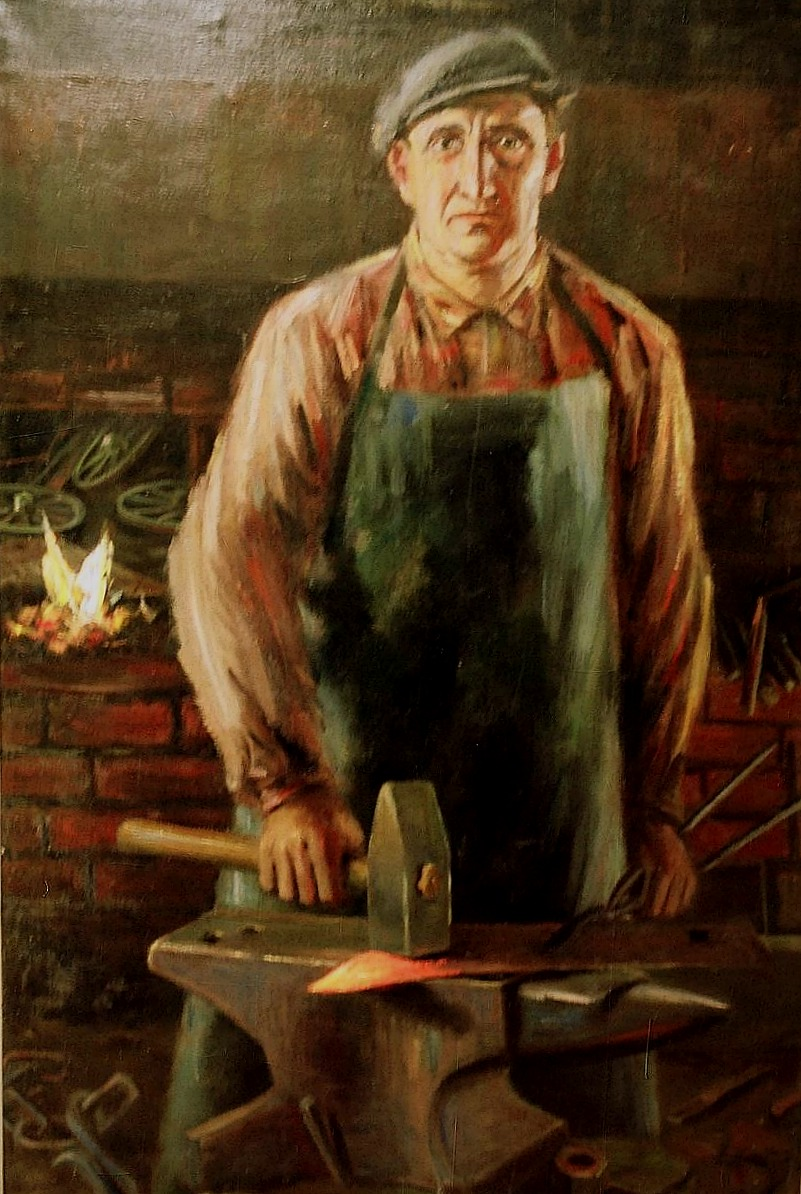
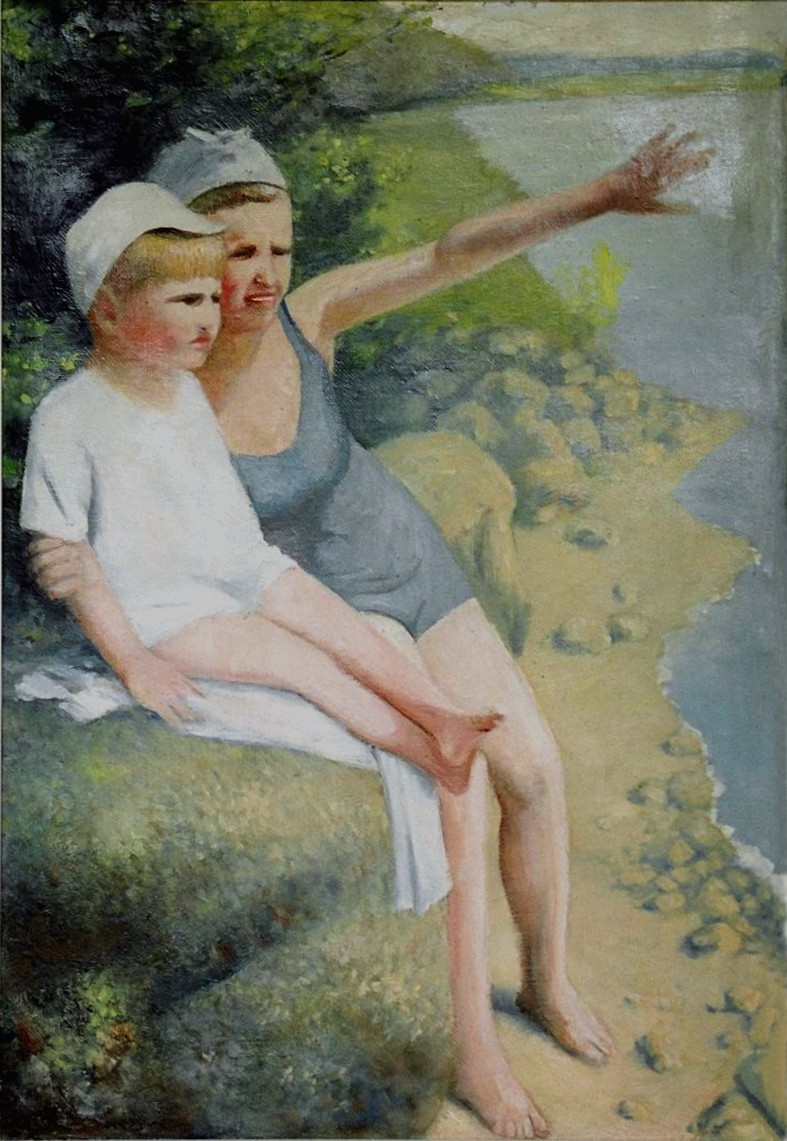
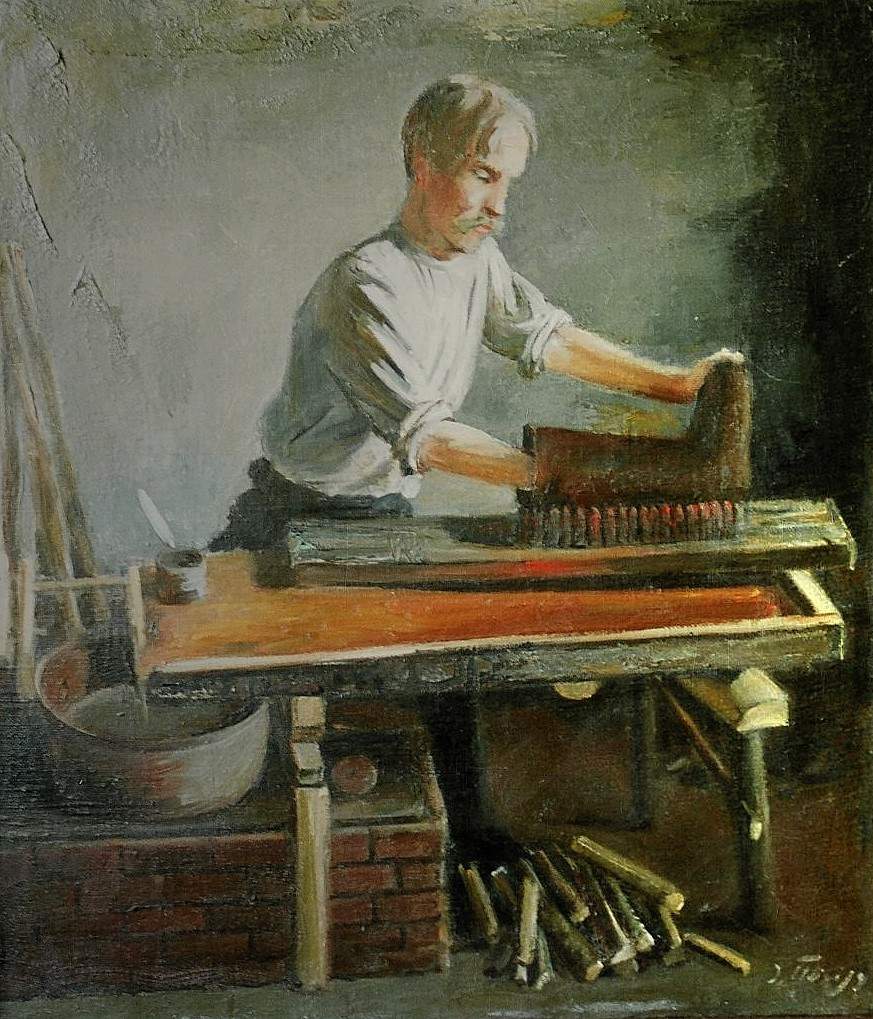
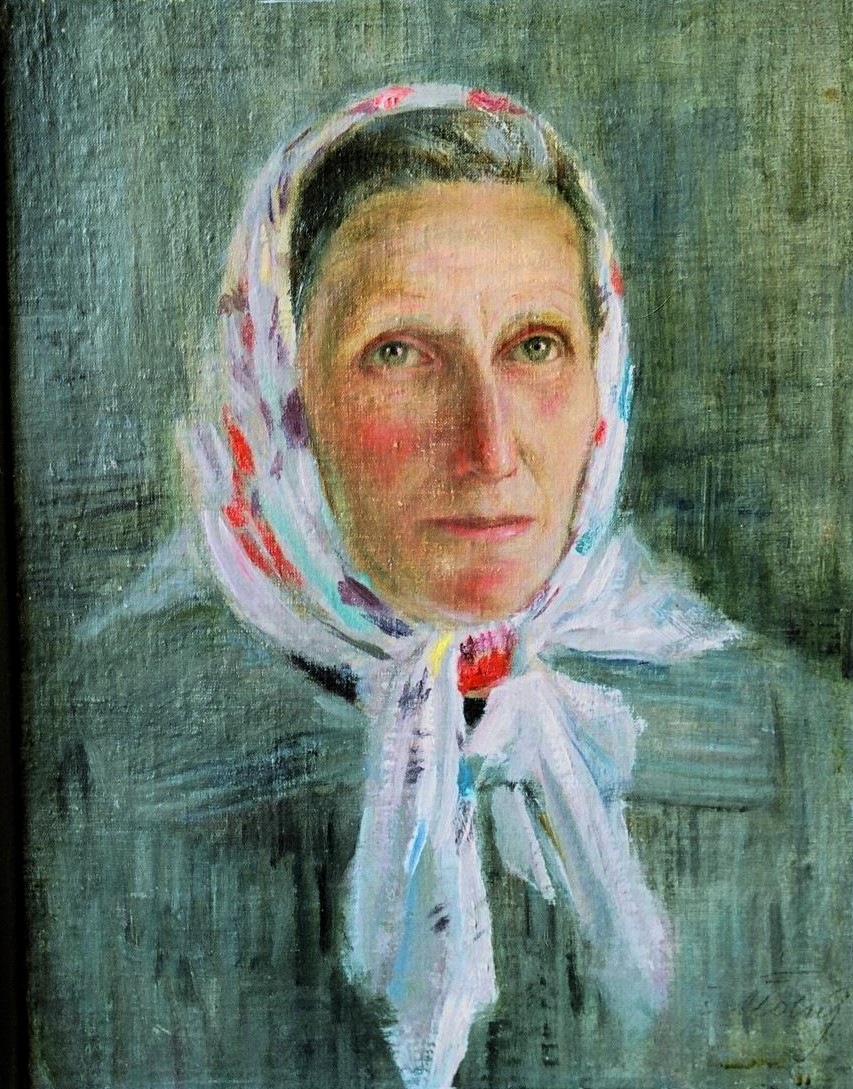
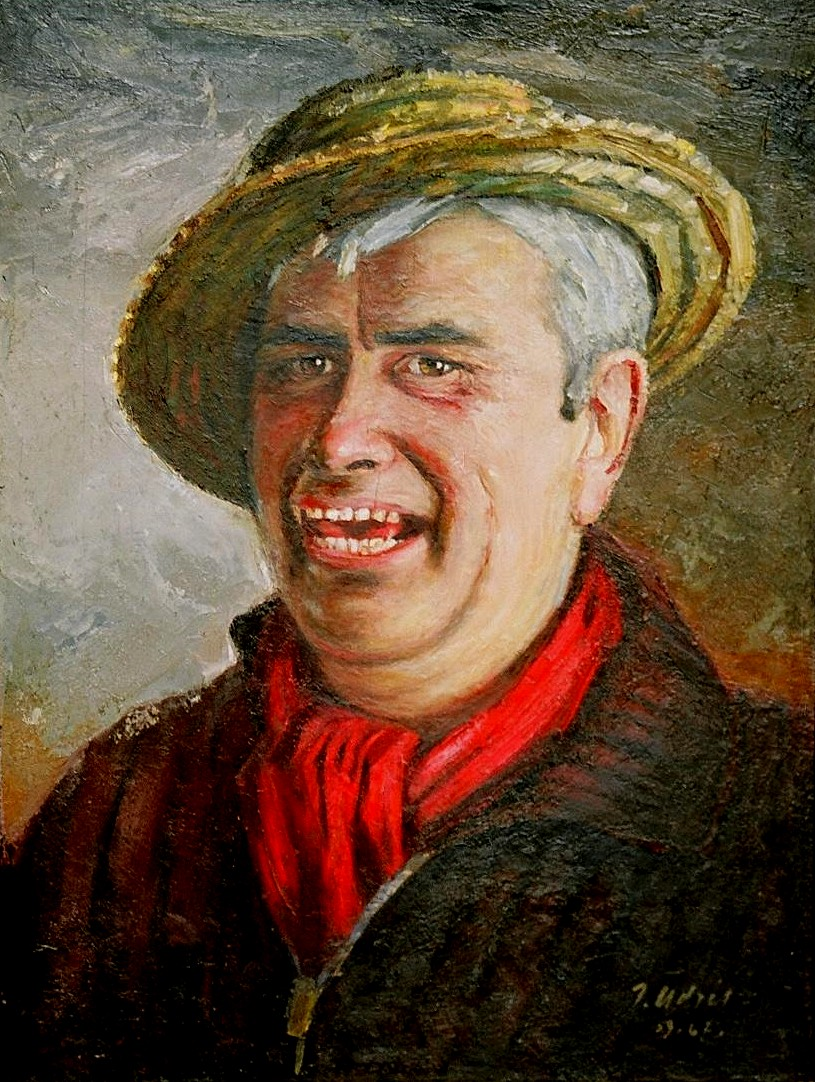
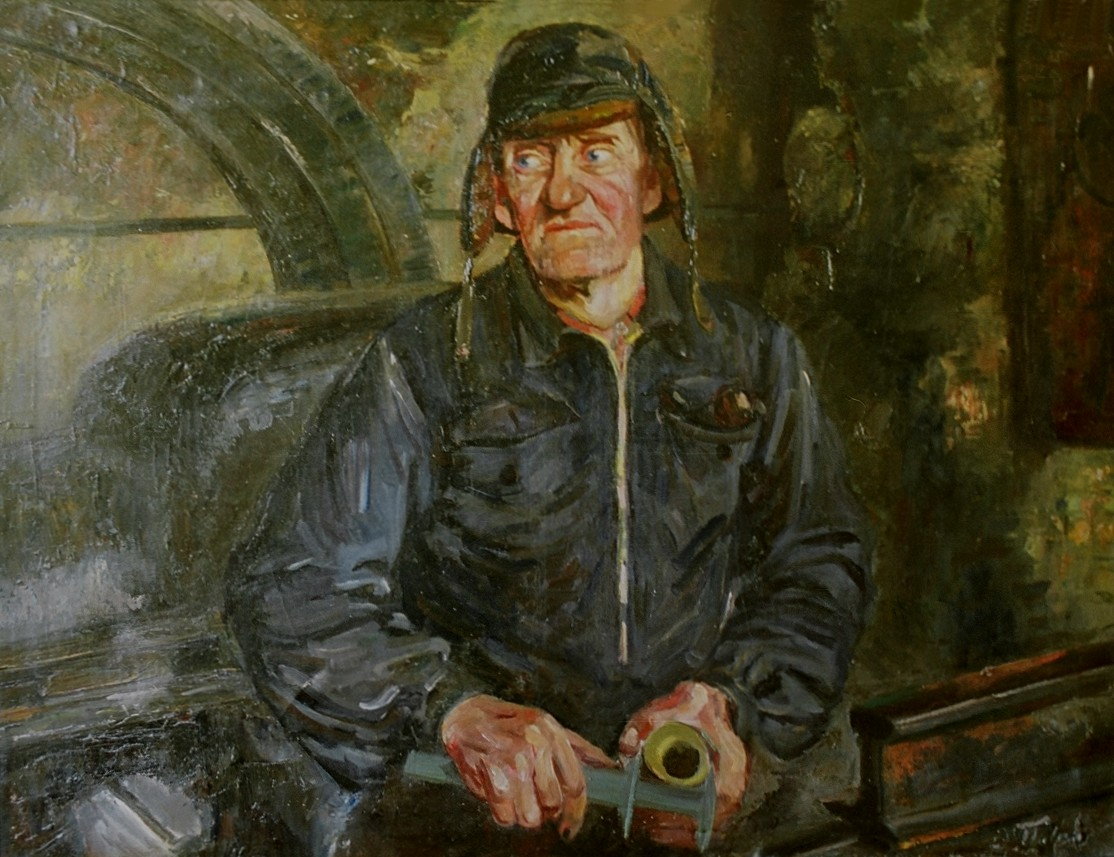
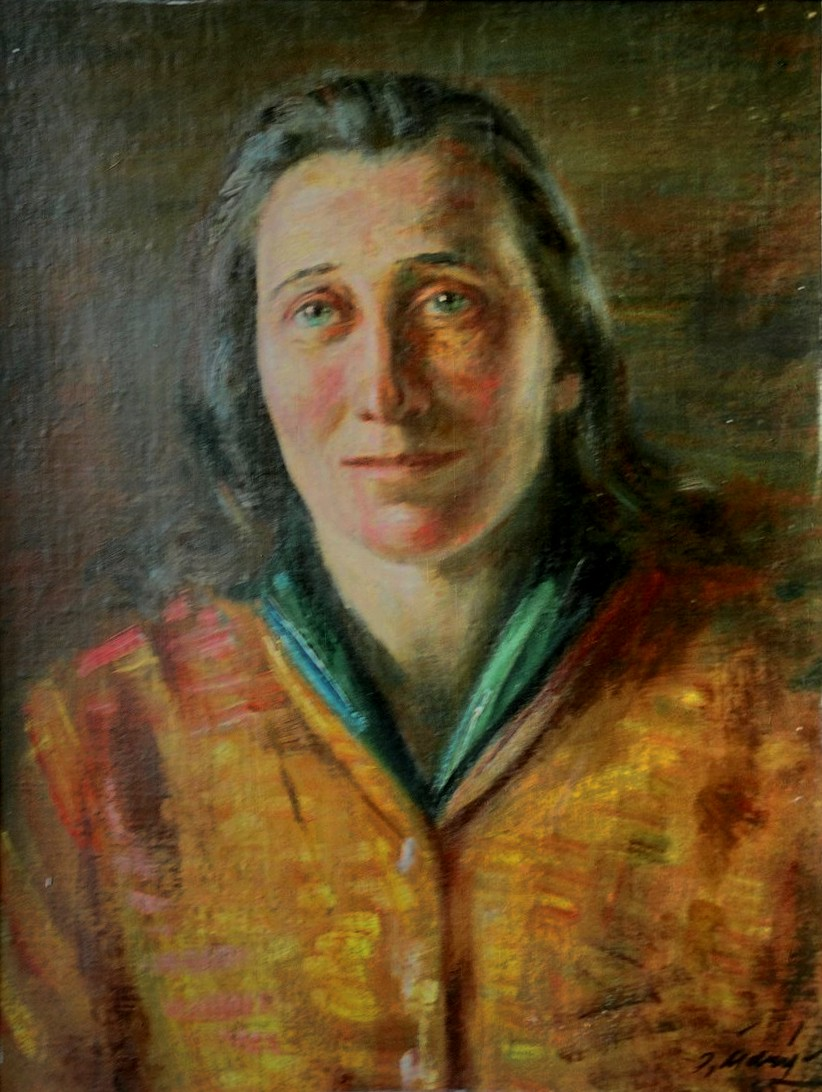
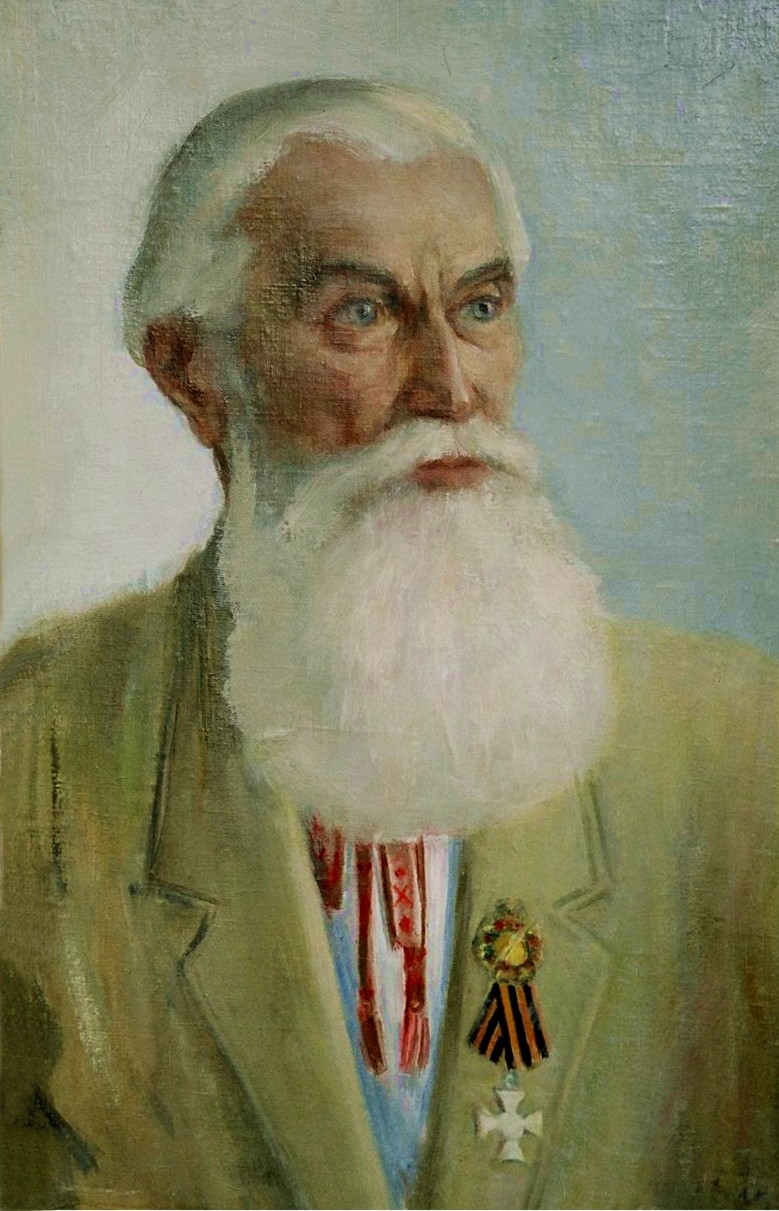
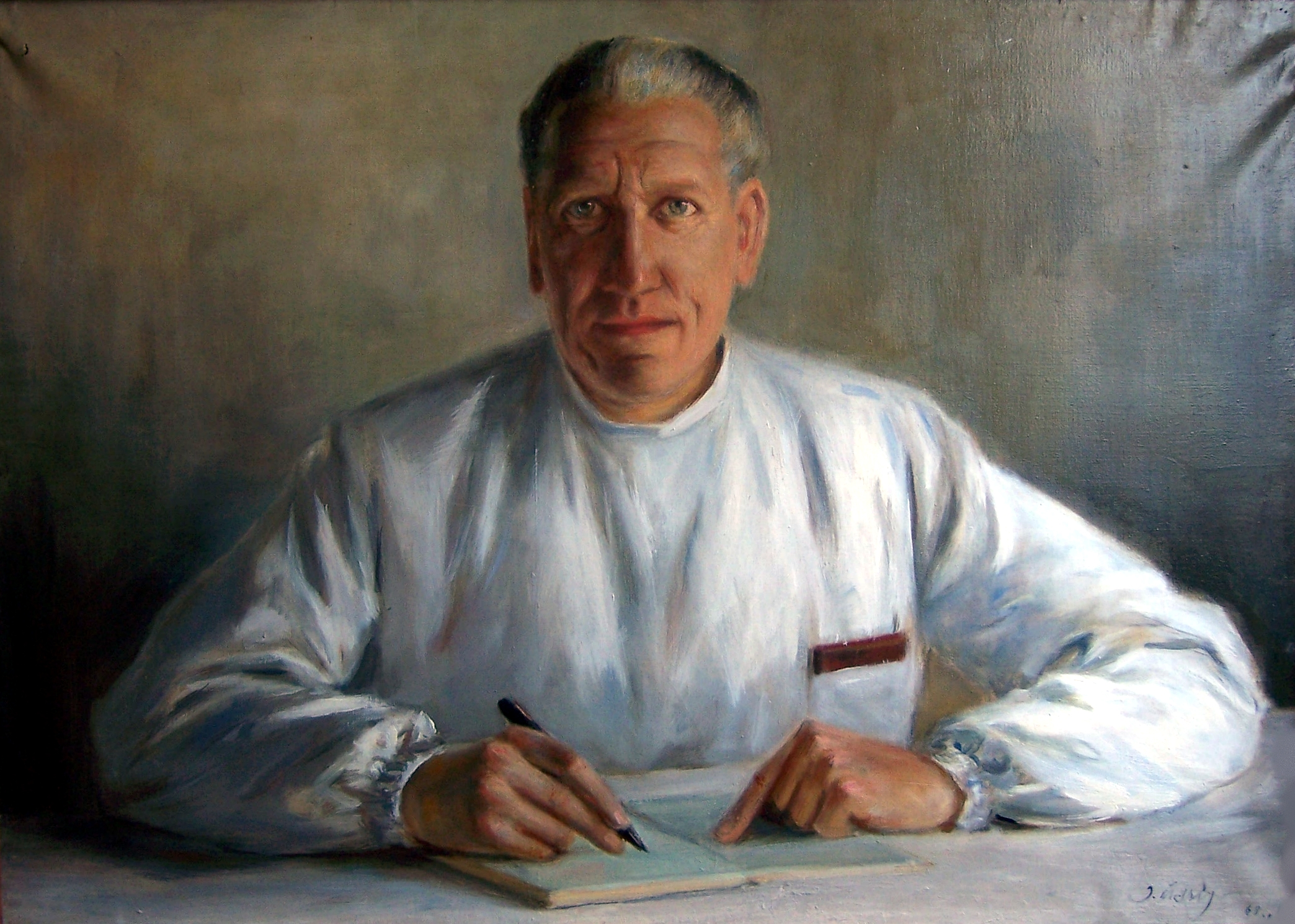